# Sadykierz (powiat żuromiński)
Sadykierz – zniesiona kolonia w Polsce, w województwie mazowieckim, w powiecie żuromińskim, w gminie Kuczbork-Osada.
W latach 1975–1998 miejscowość administracyjnie należała do województwa ciechanowskiego.